# Téléchargement (Battlestar Galactica)
Pour les articles homonymes, voir Téléchargement (homonymie).
Téléchargement est le dix-huitième épisode de la deuxième saison de la série télévisée Battlestar Galactica. L'épisode a été diffusé à l'origine sur Sci Fi Channel le 24 février 2006.
L'épisode prend place en regard du reste de la série réinventée, avec 49 579 survivants humains restant dans la flotte. L'épisode détaille de prime abord la vie de deux modèles cylons spécifiques après leur précédente destruction et leur renaissance en tant qu'héroïnes. L'un de ces modèles est Caprica-Six, la copie de Numéro Six responsable de la désactivation du système colonial précédents les événements de la mini-série. L'autre modèle est Sharon « Boomer » Valerii, un agent dormant membre de l'équipage du Galactica.
Le concept d'un épisode centré sur les cylons fut proposé bien avant la diffusion de celui-ci, dans un épisode qui aurait vu les cylons discuter de leur équivalent de la Solution finale. Téléchargement se concentre plutôt sur les personnalités de la race cylon, en particulier Caprica-Six et Boomer. L'épisode fut unanimement salué malgré son format non conventionnel.

## Intrigue
L'épisode prend essentiellement place sur Caprica, sous occupation des cylons. Après la chute des Douze Colonies, la copie de Numéro Six (Tricia Helfer) responsable de la désactivation du système de défense colonial (affectueusement surnommé « Caprica-Six ») et Sharon « Boomer » Valerii (Grace Park) furent toutes deux « téléchargées » – une pratique de renaissance standard des cylons ayant lieu lorsqu'un modèle est en train de mourir – et sont maintenant louées comme des héroïnes cylons grâce à leurs efforts d'infiltration de la société humaine.
Toutes deux ont des difficultés à s'adapter à la vie sur Caprica. Plus particulièrement, Caprica-Six a des visions de Gaius Baltar (James Callis) qu'elle seule voit, à l'instar des visions de Caprica-Six que Baltar a. Boomer, elle, a des problèmes à accepter sa nature cylon, allant jusqu'au déni, la mettant en danger de désactivation (sauvegarde des souvenirs d'un cylon sans les réimplanter dans un nouveau corps). Numéro Trois (Lucy Lawless) demande à Caprica-Six d'aider Boomer à ce sujet. Cependant, quand Caprica-Six commence à se rapprocher de Bommer, toutes deux réalisent que l'holocauste produit par les cylons était un péché.
Un jour, alors que Caprica-Six et Boomer discutent avec Numéro Trois, et qu'elles montent une cage d'escalier, des explosifs placés par la résistance menée par Samuel T. Anders (Michael Trucco) explosent, piégeant Anders, Numéro Trois, Boomer et Caprica-Six dans un parking. Caprica-Six grièvement blessée, Numéro Trois tente de l'euthanasier avant de voir Anders inconscient et d'essayer de le tuer. Numéro Trois vanne tellement les deux cylons survivantes que Caprica-Six la tue et conclut un pacte avec Boomer afin de tenter de changer l'opinion que les cylons ont des humains.
L'intrigue secondaire de l'épisode se déroule sur le Galactica. La copie Numéro Huit ayant trahi les cylons donne naissance par césarienne à un bébé qu'elle et Karl Agathon (Tahmoh Penikett) appellent « Hera ». Cependant la présidente Laura Roslin, le vice-président Gaius Baltar et l'amiral William Adama (respectivement Mary McDonnell, Callis et Edward James Olmos) conspirent la fausse mort d'Hera pour sa sécurité : cette naissance ne ferait qu'enflammer les opinions au sein de la flotte. À la fin de l'épisode, l'enfant est donné à une femme croyant qu'il est né sur le Pegasus, tandis qu'Helo et le chef Tyrol (Aaron Douglas) épandent les cendres qu'ils croient celles d'Hera dans l'espace.

## Production
Le concept d'un épisode vu du point de vue des cylons fut proposé à l'origine pour un épisode appelé The Raid (en français Le Raid) qui aurait consisté en une réunion de cylons semblable à la conférence de Wannsee. L'idée fut abandonnée vu que l'équivalent de la « Solution finale » s'était déjà produit durant la télésuite. Néanmoins Sci-Fi apprécia le concept et commanda l'épisode.
Un thème essentiel de l'épisode est l'humanisation de Caprica-Six - tandis que Caprica-Six démontre sa propension à manipuler à plusieurs reprises dans l'épisode, la destruction des Douze Colonies et son amour pour Baltar ont quelque peu changé sa psychologie.  Inversement, Boomer montre une certaine résistance à sa nature de cylon. Le créateur de la série, Ronald D. Moore, a trouvé la scène prenant place dans l'appartement de Boomer intéressante en ce sens qu'elle montrait une grande partie de l'histoire du personnage. Cette scène a également servi à Boomer de montrer son refus de l'irréalité de ses souvenirs ainsi que la passivité plus grande chez les cylons que chez les humains. Les visions que seule Caprica-Six a d'un « Baltar virtuel » forment une « exquise symétrie » aux visions de la « Six virtuelle » que Baltar a, selon Moore. Ces deux personnages virtuels devaient montrer comment les événements, en particulier ceux de la télésuite, les ont changés.
Diverses scènes furent coupées de l'épisode. Parmi celles-ci la plus notable est une trame entière centrée sur Gina et D'Anna kidnappant Hera Agathon. Cette intrigue fut retirée parce que Moore sentait qu'il y aurait « trop de cylons ».
L'un des problèmes majeurs de l'équipe de production concernait les scènes dans le parking : les voitures présentées devaient sembler contemporaines sans être américaines pour que le téléspectateur américain ne reconnaisse pas immédiatement les modèles, afin de conserver la notion de réalisme chère aux scénaristes. L'équipe de production a alors utilisé des voitures utilisées principalement en Europe de l'Est, mais également d'origine française (on peut voir une Citroën DS).

## Accueil
Ronald D. Moore déclara à l'époque que Téléchargement était son épisode favori de la série, et a particulièrement apprécié le jeu d'acteur de Park, Helfer et Callis ; ce dernier essentiellement pour son changement de rôle.
Jacob Clifton, d'un magazine en ligne particulièrement acerbe, donna une note « A+ » à l'épisode.
Keith McDuffee de TV Squad commenta la « perfection » de l'épisode et regretta tout ce qu'il avait pu dire au sujet de l'épisode avant de le voir. Il dit de l'histoire concernant la naissance d'Hera Agathon, le bébé hybride, que c'était une « tournure intelligente » et apprécia la perspective cylon de l'épisode.
Le Chicago Tribune apprécia le jeu d'actrice de Park, Helfer et Lawless et l'apparition du docteur Cottle, et conclut en disant qu'il était bien ficelé et en ajoutait à la « confusion morale habilement menée » quant à la bonté ou méchanceté des cylons.
L'épisode fut nommé par la World Science Fiction Society au prix Hugo de la meilleure présentation dramatique de courte durée, remporté cette année-là par l'épisode La Cheminée des temps de la série Doctor Who.

## Diffusions
L'épisode a été diffusé dans différents pays :
- États-Unis : le 24 février 2006 sur Sci Fi Channel, en anglais ;
- Royaume-Uni : le 2 mai 2006 sur Sky One, en anglais ;
- Canada : le 13 mai 2006 sur CTV en anglais ;
- France : le 11 juin 2006 sur Sci Fi en français ;
- Belgique : le 13 décembre 2008 sur La Deux en français.